# Lista de títulos interestaduais do futebol brasileiro
Esta é uma lista de competições de caráter interestadual do futebol brasileiro e contempla apenas os títulos oficialmente reconhecidos pela Confederação Brasileira de Futebol e sua antecessora, Confederação Brasileira de Desportos.  

## Definições
Para fins da presente lista, competição interestadual é uma competição criada com o objetivo de promover o confronto de clubes de diferentes Estados (Federações Estaduais), sem possuir abrangência nacional. 
Neste sentido, o Torneio Aberto de Futebol do Rio de Janeiro (por exemplo), apesar de ter incluído equipes de outros Estados além do Rio de Janeiro, é uma competição estadual e não interestadual, uma vez que sua organização ficava a cargo da Liga Carioca de Football e as equipes de outros Estados participavam apenas na condição de meros eventuais convidados. 
Da mesma forma, a Copa dos Campeões Mundiais, apesar de ter contado com equipes de apenas 3 Estados diferentes, é uma competição de abrangência nacional e não interestadual, pois o critério classificatório da mesma abria a possibilidade de participação de clubes de qualquer Estado ou região do Brasil, caso estes viessem a vencer a Copa Intercontinental, independentemente do seu Estado ou região de origem. O mesmo é o caso da Copa dos Campeões da Copa Brasil.
São consideradas as competições interestaduais profissionais, oficiais e independentes (não constam zonais, turnos, chaves e outras conquistas simbólicas, pois não possuem autonomia), considerando o futebol brasileiro de campo, masculino e adulto jogado por clubes, tendo como oficiais as assim reconhecidas por CBF ou CBD, mesmo que não tenham sido organizadas diretamente pelas mesmas.
Diferentemente das competições nacionais e internacionais oficiais (que em teoria podem chegar a ser disputadas por qualquer clube de qualquer parte do Brasil), as competições elencadas abaixo são disputadas apenas pelos clubes de um certo âmbito geográfico, definido por acordo entre diferentes federações. Assim, optou-se por dispensar a feitura de lista de clubes campeões e seus títulos agregados, e listar-se apenas as competições por nome.
A Lista de campeões do futebol brasileiro não contabiliza títulos de "divisões inferiores" ou "torneio de eliminados", embora oficiais. O Torneio Ricardo Teixeira (1993) e os torneios Norte–Nordeste (1968 a 1970) e Centro–Sul (1968) foram "espécies de segunda divisão", respectivamente, do Torneio Rio-São Paulo e do Torneio Roberto Gomes Pedrosa. Como o presente verbete dispensa uma tabela de número de títulos, essas competições também serão listadas.
A palavra regional (sentido amplo: menor que a abrangência nacional) abrange (mas não se limita a) os termos interestadual (sentido estrito: dois estados), regional (sentido estrito: uma das cinco regiões oficiais do país), inter-regional e, a contrario sensu, o termo estadual. É sinônima de interestadual (entre dois ou mais estados, sem abrangência nacional), mas este não abrange o termo estadual. Uma competição nacional, em regra, não deixa ser interestadual (entre estados) ou inter-regional (entre regiões). No presente artigo, interestadual é lido como qualquer campeonato que, cumprido os requisitos, esteja acima do âmbito estadual e abaixo do nacional.
Sob outro ângulo, os certames são interestaduais pois seus times representam seus estados perante outros, pois o acesso nas presentes taças originou-se do simples pertencimento ao estado (endereço) ou de seu desempenho no campeonato estadual.
Nem todas competições revelam "o campeão regional" (referente a uma das cinco regiões do país), uma vez que podem ser listados certames sem a integralidade dos estados da região, como as copas Rio-São Paulo, Alagipe e Serba.
Não é necessário que todos os estados façam divisa entre si, caso da Copa Sul-Minas, por exemplo.

## Competições interestaduais oficiais do Brasil

### Região Sudeste
- Torneio Rio-São Paulo (1933-1934; 1940; 1950 a 1955; 1957 a 1966; 1993; 1997 a 2002)
- Torneio João Havelange (1993)[3]
- Torneio Ricardo Teixeira (1993)

### Região Sul
- Copa Sul (1999)
- Campeonato Sul-Brasileiro (1962)[4]

### Região Centro-Oeste
- Copa Centro-Oeste (1999 a 2002)

### Região Nordeste
- Copa do Nordeste (1994; 1997 a 2003; 2010; 2013 a presente)
- Copa Alagipe (2005)[5]
- Copa Serba (2006)[6]

### Região Norte
- Copa Norte de Futebol (1997 a 2002)

### Inter-regionais
- Copa Sul-Minas (2000 a 2002)
- Copa Verde de Futebol (2014 a presente)
- Recopa Sul-Brasileira (2007 a 2010)
- Torneio Norte-Nordeste (1968 a 1970)
- Torneio Centro–Sul (1968-1969)

## Observações
Taça Salutaris, Torneio Quadrangular de Belo Horizonte, Torneio Centro-Oeste, Torneio Interestadual Brasileiro, Copa Brasil Central, Taça dos Campeões Estaduais Rio-São Paulo, Torneio Quinela de Ouro, e outras competições amistosas ou de oficialidade duvidosa, não são computadas na lista.
O Torneio de Integração Nacional (1971), como o próprio nome aponta, objetivava caráter nacional.
O Torneio Integração da Amazônia (1975 a 1990; 2003) foi um certame entre federações e clubes amadores, com exceção de sua última edição.
O Torneio Heleno Nunes (1984) deve ser tido como nacional, pois possuía como condição ao convite a eliminação no Campeonato Brasileiro, em que pese não tenha seguido a ordem dos melhores eliminados.
Torneios início, como o Torneio Início do Rio-São Paulo de 1951, não são considerados, por possuírem normas que divergem das regras normais de uma partida. 
As Zonas da Taça Brasil não são títulos em si e não são computadas na lista.
O Torneio dos Campeões Estaduais da CBD (1920) foi oficialmente um torneio de caráter nacional, e por isso é incluído na Lista de campeões do futebol do Brasil.
As competições disputadas nos anos 1950 entre clubes cariocas, paulistas e diversos convidados estrangeiros (Copa Rio Internacional, Torneio Octogonal Rivadavia Corrêa Meyer e Torneio Internacional Charles Miller) apresentavam-se como disputas internacionais, não podendo ser classificadas como interestaduais, em que pese a participação de clubes brasileiros ter sido restrita a clubes de Rio de Janeiro e São Paulo.
Sobre a Copa da Primeira Liga do Brasil (2015 e 2016), esta não foi incluída na lista. Em primeiro lugar, foi autorizada pela CBF apenas na condição de jogos amistosos; Disputada em 2016 e 2017, a Primeira Liga amparava-se no inciso I do art. 217 da Constituição Federal e na legislação desportiva federal, gozando de autonomia quanto à organização e funcionamento. Porém, tendo a CBF como parâmetro, a competição deve ser tida como amistosa. Em segundo lugar, foi um projeto de liga nacional dos clubes brasileiros de futebol, visando abrangência nacional.
As regiões Nordeste e Norte possuíram uma série de campeonatos regionais, além de inter-regionais entre as duas, mas a maioria de caráter amistoso.